# Andrianavoay
Andrianavoay (betekent 'edele krokodil' in het Malagasi) is een geslacht van uitgestorven teleosauroïden uit de Kandrehoformatie uit het Bathonien (Midden-Jura) van Madagaskar.

## Naamgeving
Andrianavoay baroni heette oorspronkelijk Steneosaurus baroni benoemd door Edward Tully Newton in 1893 op basis van een gedeeltelijke schedel vermeld als NHMUK PV R 1999 en een bijbehorende osteoderm uit Andranosamonta, Madagaskar. De soortaanduiding eert dominee Richard Baron die het fossiel opgroef.
In haar niet-gepubliceerde proefschrift uit 2019 bedacht Michela Johnson het dus vooralsnog ongeldige nomen ex dissertatione Andrianavoay voor Steneosaurus baroni. De geslachtsnaam is in 2020 alsnog geldig gepubliceerd. De Life Science Identifier is 90C7838E-BE28-4615-BB85-BB04B67F1304.

## Beschrijving
De schedel is ongeveer een meter lang.
In 2022 werden twee autapomorfieën vastgesteld, unieke afgeleide kenmerken. De achterrand en zijrand van het neusgat worden doorboord door spaarzame, kleine, diepe en min of meer ronde foramina. De uiterste achterzijde van het wandbeen is van voor naar achter dun.

## Fylogenie
Andrianavoay werd in de Machimosauridae geplaatst.